# James Marburg
Pour les articles homonymes, voir Marburg.
James Marburg, né le 27 décembre 1982 à Terang, est un rameur d'aviron australien.

## Carrière
James Marburg participe aux Jeux olympiques de 2008 à Pékin. Il remporte la médaille d'argent en quatre sans barreur, avec Cameron McKenzie-McHarg, Matthew Ryan et Francis Hegerty.